# Maurice Conroy
Richard Maurice Conroy (26 tháng 4 năm 1919 – tháng 12 năm 2006) ở Bradford, Anh, là một cầu thủ bóng đá người Anh đã giải nghệ thi đấu ở vị trí hậu vệ ở Football League.